# Union (Toronto Subway)

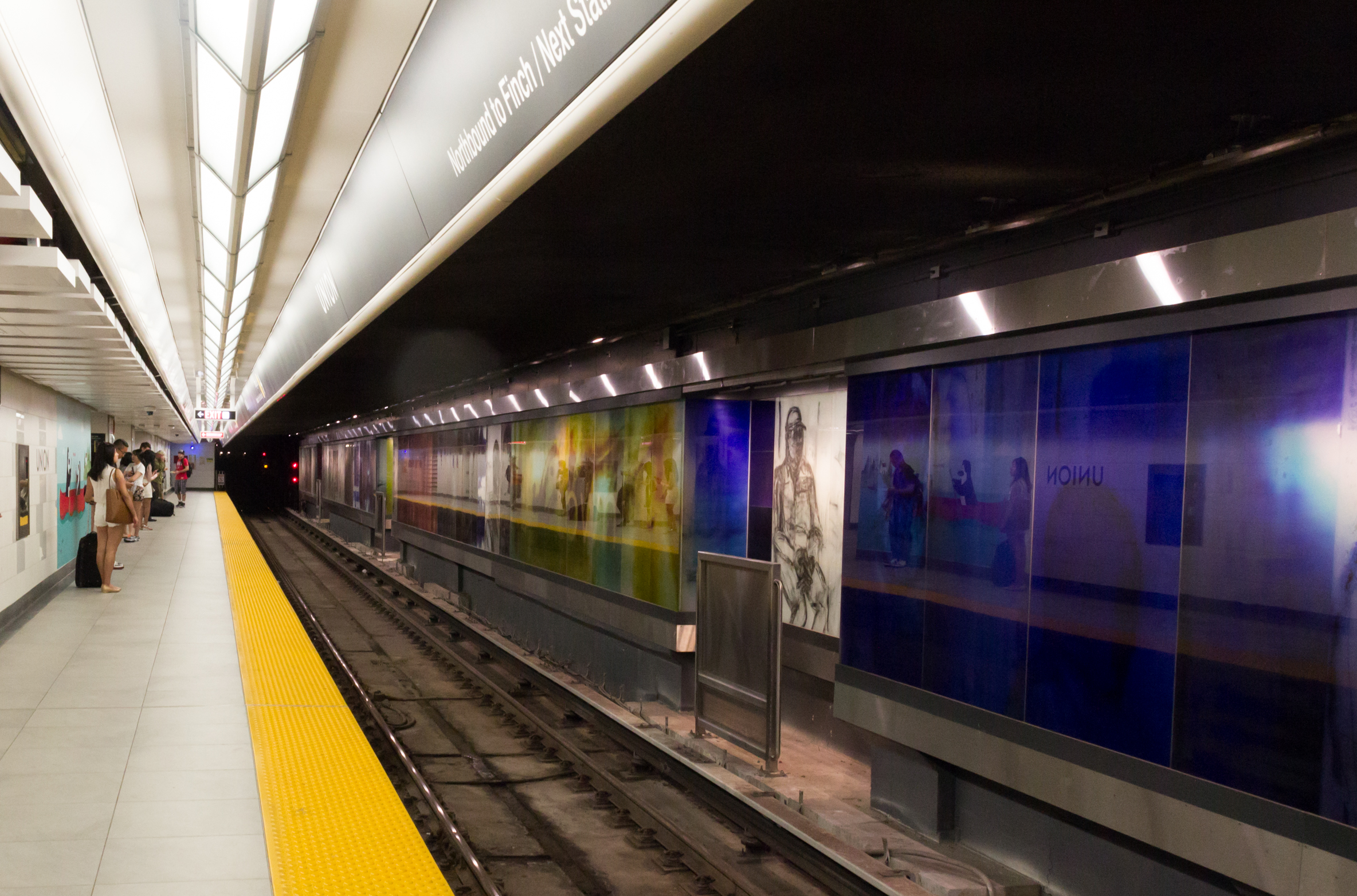
Bahnsteig der Subway

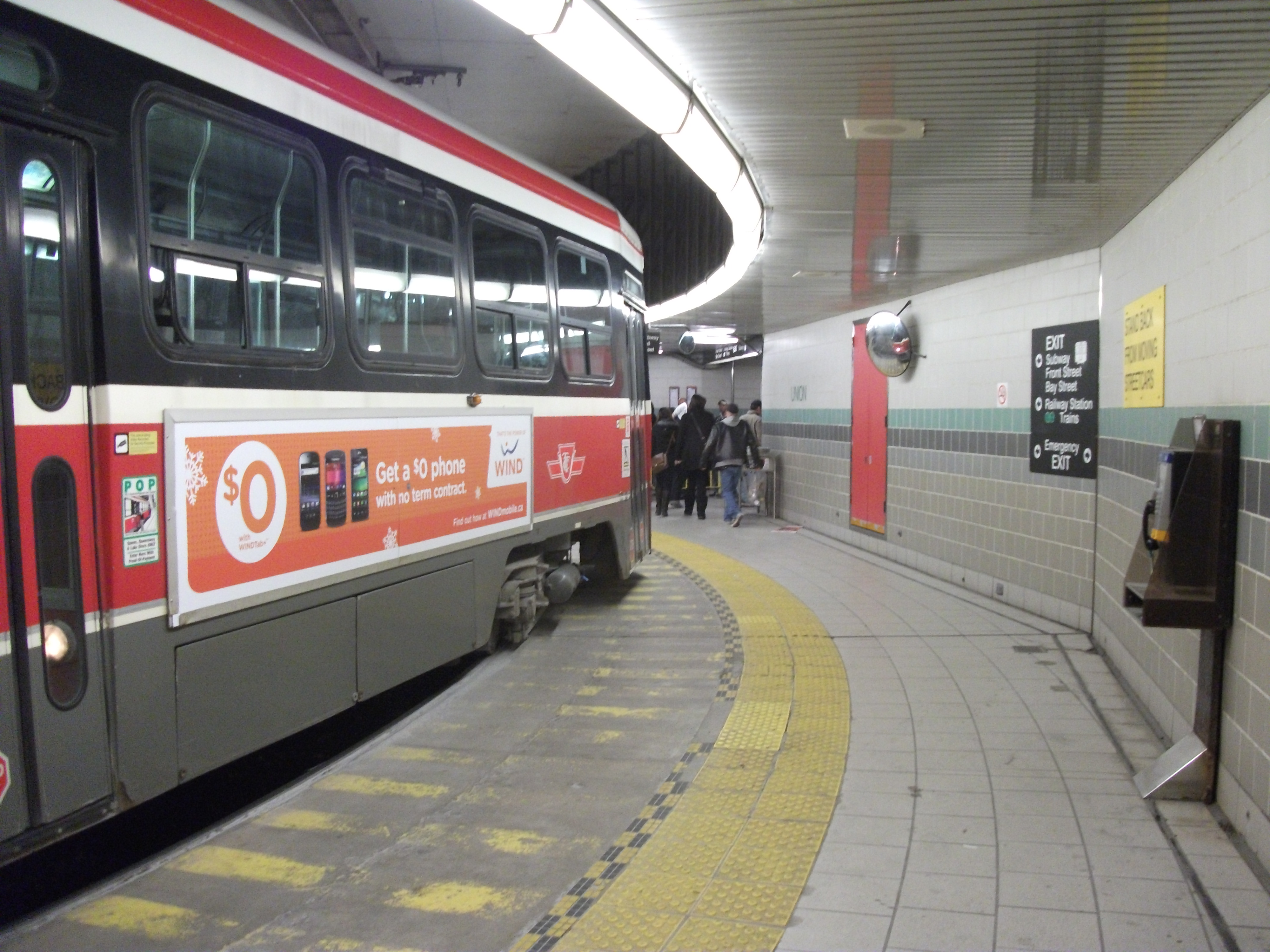
Bahnsteig der Straßenbahn

Union ist eine unterirdische U-Bahn- und Straßenbahn-Station in der kanadischen Stadt Toronto. Sie liegt an der Yonge-University-Linie der Toronto Subway, an der Kreuzung von Front Street und Bay Street. Unmittelbar südlich davon befindet sich der Hauptbahnhof Union Station. Die Station wird täglich von durchschnittlich 143.640 Fahrgästen genutzt (2018). Damit ist sie nach Bloor-Yonge und St. George die am dritthäufigsten frequentierte Station des Subway-Netzes.

## Bauwerk
In der Nähe befinden sich das Fairmont Royal York, die Scotiabank Arena, das Rogers Centre, das Metro Toronto Convention Centre, der CN Tower, die Royal Bank Plaza, der Brookfield Place und die Hockey Hall of Fame. Es bestehen Umsteigemöglichkeiten zu den Vorortszügen von GO Transit, zu den Fernverkehrszügen von VIA Rail, Union Pearson Express und Amtrak sowie zu zwei Buslinien der Toronto Transit Commission. Außerdem ist Union eine von fünf Stationen, die mit dem PATH-Tunnelsystem verbunden sind.
Der Stationsteil der U-Bahn verfügt über zwei Seitenbahnsteige. In diesem Bereich verläuft der Tunnel in West-Ost-Richtung. Kurz nach den beiden Stationsenden biegt er jeweils nach Norden in die Yonge Street bzw. in die University Avenue ab, sodass sich eine U-förmige Streckenführung ergibt. Der Stationsteil der Straßenbahn besteht aus einer Wendeschleife mit einem Seitenbahnsteig und dient als Endstation der Straßenbahnlinien 509 und 510. Daran schließt sich eine über 500 Meter lange U-Straßenbahnstrecke unter der Bay Street an. Diese führt zur unterirdischen Station Queens Quay beim Ufer des Ontariosees, wo sie an die Oberfläche tritt.

## Geschichte

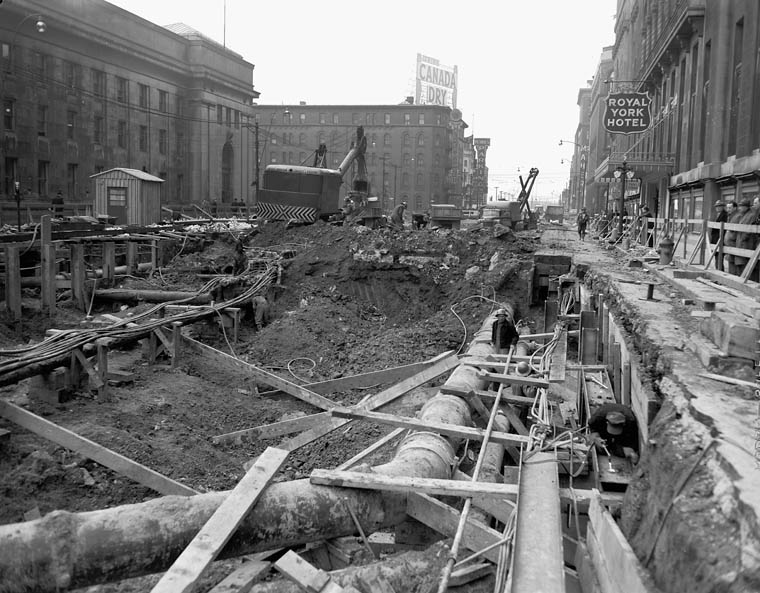
Bauarbeiten in der Front Street (ca. 1949, links der Hauptbahnhof)

Nachdem die Bauarbeiten 1949 begonnen hatten, erfolgte am 30. März 1954 die Eröffnung der Station zusammen mit dem Abschnitt Union – Eglinton, der ältesten U-Bahn auf kanadischem Boden. Die TTC prognostizierte eine Überlastung des Abschnitts südlich von Bloor-Yonge, sobald die in West-Ost-Richtung verlaufende Bloor-Danforth-Linie in Betrieb sein würde. Sie plante deshalb eine Entlastungsstrecke im Stadtzentrum, die in Union anschließt und parallel zur bereits bestehenden Strecke nordwärts führt. Nach etwas mehr als drei Jahren Bauzeit ging die University Subway nach St. George am 28. Februar 1963 in Betrieb. Seinen vollen Verkehrswert erreichte dieser Abschnitt allerdings erst drei Jahre später mit der Eröffnung der querenden Bloor-Danforth-Linie. Die Auslastung war in den ersten Jahren geringer als ursprünglich prognostiziert. Aus diesem Grund wendeten zahlreiche von der Yonge Street her kommende Züge bereits in Union (insbesondere an Wochenenden); erst seit 1978 ist der Betrieb auf der gesamten Strecke jederzeit durchgehend.
Zwar war das Weiterbestehen der Straßenbahn seit 1972 gesichert, doch flossen die Geldmittel in den darauf folgenden Jahren in die Erneuerung des bestehenden Streckennetzes und in die Modernisierung des Fuhrparks. Zur Revitalisierung der Harbourfront am Seeufer war in den 1980er Jahren der Bau einer teilweise unterirdisch verlaufenden Straßenbahnstrecke von der Union Station aus geplant. Sie wurde am 22. Juni 1990 eröffnet und leitete damit auch in Toronto die Renaissance der Straßenbahn ein.
Die zunehmende Bedeutung von Union als Nahverkehrsdrehscheibe führte mit der Zeit zu einer Überlastung der U-Bahn-Station, da diese nur einen engen Mittelbahnsteig besaß. Nach dreijähriger Planung begannen 2006 Vorbereitungsarbeiten, die hauptsächlich die Verlegung von Leitungen umfassten. Die Hauptarbeiten wurden im April 2010 öffentlich ausgeschrieben, Baubeginn war im Februar 2011. Für Züge in Richtung Yonge Street entstand ein zusätzlicher Bahnsteig, während man den bestehenden bis zur Stationswand verbreiterte und ihn ausschließlich den Zügen in Richtung University Avenue überließ. Das Projekt war am 18. August 2014 abgeschlossen.